# Тумаркін Лев Абрамович
Лев Абрамович Тумаркин (1904, Гадяч, Полтавська губернія - 1974 рік, Москва) - радянський математик. Професор Московського університету (1932 рік), доктор фізико-математичних наук (1936 рік). Декан механіко-математичного факультету МДУ (1935-1939 роки)  .

## Біографія
Народився 14 січня 1904 року у місті Гадяч, Полтавська область. 
У 1925 році закінчив Московський університет, в 1929 році - аспірантуру при Московському університеті, де до кінця життя займався викладацькою роботою  .
У 1935-1939 роках Тумаркин обіймав посаду декана механіко-математичного факультету МДУ (обраний - 15 березня 1935 року і пропрацював до 9 квітня 1939 року ). Поділ на кафедри, склався саме під час деканства Тумаркина. .
Помер в Москві 1 серпня 1974 року.

## Наукова діяльність
Перші серйозні математичні дослідження в топології (перш за все, в теорії розмірності) були зроблені Тумаркіним ще в студентські роки .
У 1925-1928 роках Тумаркин довів для топологічних просторів зі лічильної базою рівність {\displaystyle \mathrm {Ind} \,X\;=\;\mathrm {ind} \,X} (тобто збіг великої і малої індуктивних розмірностей), а також теорему, за якою будь-яке {\displaystyle n} -мірним простір зі лічильної базою можна уявити як об'єднання {\displaystyle n+1} попарно непересічних нульмерних множин.Можна виокремити розробку однієї з фундаментальних теорем теорії розмірності - теорему Гуревича - Тумаркин:всякий {\displaystyle n} -мірний компакт містить {\displaystyle n} -мірним канторова різноманіття (аналогічні результати незалежно отримані польським математиком В. Гуревичем у 1927 році) .
У 1957 році Тумаркин довів , що всякий безконечномірний компакт або містить безконечномірну множину Кантора, або містить компакт будь-якої кінцевої розмірності .

## Публікації
- Tumarkin L. . Zur allgemeinen Dimensionstheorie // Proc. Koninkl. Akad. Amsterdam, 28 (10), 1925.
- Tumarkin L. . Beitrag zur allgemeinen Dimensionstheorie // Матем. сб., 33 (1), 1926. — С. 57—86.
- Tumarkin L. . Über die Dimension night abgeschlossener Mengen // Math. Ann., 98, 1928. — S. 637—656.
- Tumarkin L. . Über Dimension von Komponenten n-dimensionaler abgeschlossenen Mengen // Матем. сб., 35 (1), 1928. — С. 133—138.
- Tumarkin L. . Sur la structure dimensionelle des ensembles fermés // Comp. rend. Acad. Sci. Paris., 186, 1929. — P. 420—422.
- Тумаркин Л. А. . О покрытиях одномерных компактов // Вісник МДУ. — 1951. — № 3 (27 березня). — С. 3—14.
- Тумаркин Л. А. . О бесконечномерных канторовых многообразиях // ДАН СРСР. — 1957. — Т. 115 (27 березня). — С. 244—246.
- Тумаркин Л. А. . О сильно- и слабо-бесконечномерных пространствах // Вісник МДУ. — 1963. — № 5 (27 березня). — С. 24—27.